# خلية الاتصال
خلية الاتصال (بالإنجليزية: موقع خلوي)
- تسمى البرج في معظم البلاد العربية.
- إن هذه الخلية تمثل الوحدة الأولى للاتصال بين المستخدم وباقي أجزاء الشبكة.
- إن الإرسال والاستقبال في الهاتف المحمول يمر في البداية على خلية الاتصال التي بعدها تقوم بإكمال دورة الاتصال مع باقي أجزاء النظام.
- إن كل خلية من خلايا الاتصال تغطي منطقة محدودة ما بين 2 إلى 3 أميال.

مراجع 
- كتاب: تكنلوجيا المعلومات. (إعداد الأستاذ/ غسان مشتهى) 2009